# Muckental (Naturschutzgebiet)
Muckental ist ein Naturschutzgebiet auf dem Gebiet der baden-württembergischen Stadt Ellwangen (Jagst) und der Gemeinde Ellenberg.

## Kenndaten
Das Naturschutzgebiet wurde mit Verordnung des Regierungspräsidiums Stuttgart vom 17. Dezember 2003 ausgewiesen und hat eine Größe von rund 33,1 Hektar. Es wird unter der Schutzgebietsnummer 1.258 geführt. Der CDDA-Code für das Naturschutzgebiet lautet 318810 und entspricht der WDPA-ID.

## Lage und Beschreibung
Das Schutzgebiet liegt direkt an den Ort angrenzend nördlich des Ellenberger Weilers Muckental und umfasst den Grund und die unteren Talhänge der Ellenberger Rot. In ihm liegen der Neuweiher und der Muckenweiher, zwei historische Weiher mit einem Saum von Flachwasserzonen, Röhrichten, Seggenrieden, extensiv bewirtschafteten Feuchtwiesen und Hochstaudenfluren, umgeben von naturnahen Wäldern. Es liegt im Naturraum 102-Östliches Albvorland innerhalb der naturräumlichen Haupteinheit 10-Schwäbisches Keuper-Lias-Land und ist Teil des rund 420 Hektar großen FFH-Gebiets 7026-341 Virngrund und Ellwanger Berge.

## Schutzzweck
Wesentlicher Schutzzweck ist die Erhaltung und Pflege zweier historischer Weiher und Feuchtflächen mit extensiven Wiesen, Seggenrieden, Hochstaudenfluren, Röhrichte, Flachwasserzonen, Wasserpflanzen und naturnahen Wäldern aus wissenschaftlichen, ökologischen, naturgeschichtlichen und landeskundlichen Gründen. Außerdem soll die Erhaltung der Lebensgemeinschaften und Lebensstätten einer artenreichen, für die Weiher und Feuchtflächen typischen Tier- und Pflanzenwelt mit seltenen und gefährdeten Arten und    die Erhaltung der landschaftlichen Vielfalt, Eigenart und Schönheit der historischen Weiher und Feuchtflächen geschützt werden.